# Leichtathletik-Juniorenweltmeisterschaften 1988
Die 2. Leichtathletik-Juniorenweltmeisterschaften fanden vom 27. bis 31. Juli 1988 in Greater Sudbury in Kanada statt.

## Männer

### 100 m
| Platz | Athlet                  | Land | Zeit (s) |
| ----- | ----------------------- | ---- | -------- |
| 1     | Andre Cason             | USA  | 10,22    |
| 2     | Sven Matthes            | GDR  | 10,28    |
| 3     | Aleksander Schlytschkow | URS  | 10,37    |
| 4     | Olapade Adeniken        | NGR  | 10,40    |
| 5     | Abdullah Tetengi        | NGR  | 10,47    |
| 6     | Darren Braithwaite      | GBR  | 10,61    |
| 7     | Neil de Silva           | TTO  | 10,80    |
| 8     | Fabien Muyaba           | ZIM  | 10,85    |

### 200 m
| Platz | Athlet              | Land | Zeit (s) |
| ----- | ------------------- | ---- | -------- |
| 1     | Kevin Braunskill    | USA  | 20,87    |
| 2     | Olapade Adeniken    | NGR  | 20,88    |
| 3     | Dmitri Bartenjew    | URS  | 20,92    |
| 4     | Christopher Barnes  | USA  | 20,99    |
| 5     | Sven Matthes        | GDR  | 21,00    |
| 6     | Alexander Goremykin | URS  | 21,12    |
| 7     | Neil de Silva       | TTO  | 21,16    |
| 8     | Csaba Zajovics      | HUN  | 21,23    |

### 400 m
| Platz | Athlet                    | Land | Zeit (s) |
| ----- | ------------------------- | ---- | -------- |
| 1     | Tomasz Jędrusik           | POL  | 46,19    |
| 2     | Steve Perry               | AUS  | 46,74    |
| 3     | Anthony Eziuka            | NGR  | 46,81    |
| 4     | Mark Richardson           | GBR  | 46,94    |
| 5     | Wayne McDonald            | GBR  | 47,08    |
| 6     | Joseph Chepsiror Kiptanui | KEN  | 47,22    |
| 7     | Pedro Cañete              | CUB  | 47,28    |
| 8     | Daniel England            | JAM  | 47,48    |

### 800 m
| Platz | Athlet           | Land | Zeit (min) |
| ----- | ---------------- | ---- | ---------- |
| 1     | Jonah Birir      | KEN  | 1:50,03    |
| 2     | Kevin McKay      | GBR  | 1:50,79    |
| 3     | Melfort Homela   | ZIM  | 1:51,34    |
| 4     | Predrag Melnjak  | YUG  | 1:52,07    |
| 5     | Giuseppe D’Urso  | ITA  | 1:53,34    |
| 6     | Mariusz Hawrylak | POL  | 1:55,14    |
| 7     | Joachim Dehmel   | FRG  | 1:55,68    |
| 8     | Oleg Jefimow     | URS  | 1:55,74    |

### 1500 m
| Platz | Athlet              | Land | Zeit (min) |
| ----- | ------------------- | ---- | ---------- |
| 1     | Wilfred Kirochi     | KEN  | 3:46,52    |
| 2     | Noureddine Morceli  | ALG  | 3:46,93    |
| 3     | Fermin Cacho        | ESP  | 3:47,31    |
| 4     | Fransua Woldemarian | ETH  | 3:47,63    |
| 5     | Jason Pyrah         | USA  | 3:47,94    |
| 6     | Atoi Boru           | KEN  | 3:47,97    |
| 7     | Mohamed Suleiman    | QAT  | 3:48,27    |
| 8     | Christophe Impens   | BEL  | 3:51,73    |

### 5000 m
| Platz | Athlet            | Land | Zeit (min)  |
| ----- | ----------------- | ---- | ----------- |
| 1     | Henry Kirui       | KEN  | 13:54,29 CR |
| 2     | Mohamed Choumassi | MAR  | 13:54,36    |
| 3     | Addis Abebe       | ETH  | 13:58,08    |
| 4     | Norbert Kilimiali | TAN  | 13:59,35    |
| 5     | Boay Akonay       | TAN  | 14:15,70    |
| 6     | Morgan Tollofsén  | SWE  | 14:18,95    |
| 7     | Mariano Campal    | ESP  | 14:19,75    |
| 8     | Demeke Bekele     | ETH  | 14:20,12    |

### 10.000 m
| Platz | Athlet            | Land | Zeit (s)    |
| ----- | ----------------- | ---- | ----------- |
| 1     | Addis Abebe       | ETH  | 28:42,13 CR |
| 2     | Bedelu Kibret     | ETH  | 28:48,55    |
| 3     | James Songok      | KEN  | 28:50,42    |
| 4     | Norbert Kilimiali | TAN  | 28:51,00    |
| 5     | Zoltán Káldy      | HUN  | 29:08,36    |
| 6     | Boay Akonay       | TAN  | 29:28,46    |
| 7     | Mohamed Choumassi | MAR  | 29:32,50    |
| 8     | Stephenson Nyamau | KEN  | 29:46,81    |

### 20 km Straßenlauf
| Platz | Athlet            | Land | Zeit (min) |
| ----- | ----------------- | ---- | ---------- |
| 1     | Zeleke Metaferia  | ETH  | 59:27 CR   |
| 2     | Thomas Osano      | KEN  | 60:14      |
| 3     | Abele Gisemba     | KEN  | 60:36      |
| 4     | Zoltán Káldy      | HUN  | 60:54      |
| 5     | Tesfayi Dadi      | ETH  | 60:54      |
| 6     | Waleri Tschesak   | URS  | 62:03      |
| 7     | Boay Akonay       | TAN  | 62:33      |
| 8     | Vanderlei de Lima | BRA  | 62:55      |

### 10 km Gehen
| Platz | Athlet             | Land | Zeit (min) |
| ----- | ------------------ | ---- | ---------- |
| 1     | Alberto Cruz       | MEX  | 41:16,11   |
| 2     | Valentí Massana    | ESP  | 41:33,95   |
| 3     | Michail Chmelnizki | URS  | 41:38,86   |
| 4     | German Nieto       | ESP  | 41:46,41   |
| 5     | Andrei Sapnikas    | URS  | 42:17,93   |
| 6     | Walentin Kolew     | BUL  | 42:40,45   |
| 7     | Nicholas A’Hern    | AUS  | 42:51,19   |
| 8     | Sérgio Galdino     | BRA  | 43:04,29   |

### 110 m Hürden
| Platz | Athlet            | Land | Zeit (s) |
| ----- | ----------------- | ---- | -------- |
| 1     | Reinaldo Quintero | CUB  | 13,71    |
| 2     | Steve Brown       | USA  | 13,73    |
| 3     | Elbert Ellis      | USA  | 13,78    |
| 4     | Wladimir Belokon  | URS  | 13,82    |
| 5     | Paul Gray         | GBR  | 14,02    |
| 6     | Mircea Oaida      | ROU  | 14,03    |
| 7     | Dan Philibert     | FRA  | 14,08    |
| 8     | Diego Puppo       | ITA  | 14,19    |

### 400 m Hürden
| Platz | Athlet                | Land | Zeit (s) |
| ----- | --------------------- | ---- | -------- |
| 1     | Kelly Carter          | USA  | 49,50 CR |
| 2     | Mugur Mateescu        | ROU  | 50,70    |
| 3     | Vadim Zadoinov        | URS  | 50,88    |
| 4     | Ralph Carrington      | USA  | 51,01    |
| 5     | Samuel Matete         | ZAM  | 51,70    |
| 6     | Bob Brown             | GBR  | 51,78    |
| 7     | Jean-François Zbinden | SUI  | 52,23    |
| 8     | David Niaré           | FRA  | 52,40    |

### 3000 m Hindernis
| Platz | Athlet           | Land | Zeit (min) |
| ----- | ---------------- | ---- | ---------- |
| 1     | William Chemitei | KEN  | 8:41,61    |
| 2     | Matthew Birir    | KEN  | 8:44,54    |
| 3     | Arto Kuusisto    | FIN  | 8:46,42    |
| 4     | Wander Moura     | BRA  | 8:48,16    |
| 5     | Leonid Schwezow  | URS  | 8:51,01    |
| 6     | Savino Tondo     | ITA  | 8:56,66    |
| 7     | Burgas Jordanow  | BUL  | 9:00,65    |
| 8     | Kim Bauermeister | FRG  | 9:01,19    |

### 4 × 100 m Staffel
| Platz | Land                   | Athlet                                                                   | Zeit (s) |
| ----- | ---------------------- | ------------------------------------------------------------------------ | -------- |
| 1     | Vereinigte Staaten     | Kevin Braunskill Quincy Watts Andre Cason Terrence Warren                | 39,27 CR |
| 2     | Nigeria                | Abdullah Tenengi Davidson Ezinwa Victor Nwankwo Olapade Adeniken         | 39,66    |
| 3     | Vereinigtes Königreich | Courtney Rumbolt Lloyd Stapleton Darren Braithwaite Jamie Henderson      | 40,06    |
| 4     | DDR                    | Lars Olbrich Sven Matthes Torsten Gratz Sven Löchle                      | 40,08    |
| 5     | Sowjetunion            | Anvar Koʻchmurodov Dmitrij Bartenjew Boris Schgir Aleksandr Schlytschkow | 40,12    |
| 6     | Japan                  | Masahiro Nagura Tatsuo Sugimoto Yoshihiro Kato Takayuki Nakamichi        | 40,27    |
| 7     | Jamaika                | Daniel England Windell Dobson Dennis Mowatt Cyrus Allen                  | 40,48    |
| 8     | Frankreich             | Thierry Lecerf Pascal Théophile Rodrigue Ceryl Éric Perrot               | 40,75    |

### 4 × 400 m Staffel
| Platz | Land               | Athlet                                                                  | Zeit (min) |
| ----- | ------------------ | ----------------------------------------------------------------------- | ---------- |
| 1     | Vereinigte Staaten | Jesse Carr Chris Nelloms Jerome Williams Ralph Carrington               | 3:05,09    |
| 2     | Australien         | Anthony Ryan Mark Garner Dean Capobianco Steve Perry                    | 3:07,60    |
| 3     | Jamaika            | Michael Rose Carey Johnson Anthony Pryce Daniel England                 | 3:08,00    |
| 4     | Kuba               | Luis Cadogan Enrique Díaz Ángel Carnesolta Pedro Cañete                 | 3:08,48    |
| 5     | Frankreich         | Olivier Noirot Christian Landre Gauthier Blanquart Thierry Jean-Charles | 3:10,12    |
| 6     | Japan              | Shigeaki Matsunaga Tatsuo Sugimoto Shigeru Yamaguchi Yoshikazu Tachi    | 3:10,50    |
| 7     | Kanada             | Brian Dicker Karl Jones Jonathon Fidelak Mark Jackson                   | 3:12,04    |
| 8     | Nigeria            | Omokhegbele Okotako Oritse Smith Omokaro Alohan Anthony Eziuka          | 3:12,48    |

### Hochsprung
| Platz | Athlet             | Land | Höhe (m) |
| ----- | ------------------ | ---- | -------- |
| 1     | Artur Partyka      | POL  | 2,28 CR  |
| 2     | Lambros Papakostas | GRE  | 2,25     |
| 3     | Jaroslaw Kotewicz  | POL  | 2,22     |
| 3     | Park Jae-hong      | KOR  | 2,22     |
| 5     | Hiroyuki Sakaida   | JPN  | 2,19     |
| 6     | Carsten Korth      | GDR  | 2,19     |
| 7     | Mats Kollbrink     | SWE  | 2,12     |
| 8     | Miha Prijon        | YUG  | 2,12     |

### Stabhochsprung
| Platz | Athlet           | Land | Höhe (m) |
| ----- | ---------------- | ---- | -------- |
| 1     | István Bagyula   | HUN  | 5,65 CR  |
| 2     | Maxim Tarassow   | URS  | 5,60     |
| 3     | Andrei Grudinin  | URS  | 5,30     |
| 4     | Gianni Iapichino | ITA  | 5,20     |
| 4     | Gregory Fenza    | USA  | 5,20     |
| 6     | Carl Johan Alm   | SWE  | 5,10     |
| 7     | Adam Steinhardt  | AUS  | 5,10     |
| 8     | Petri Peltoniemi | FIN  | 5,10     |

### Weitsprung
| Platz | Athlet                  | Land | Weite (m) |
| ----- | ----------------------- | ---- | --------- |
| 1     | Luis Bueno              | CUB  | 7,99 CR   |
| 2     | Saúl Isalgue            | CUB  | 7,78      |
| 3     | Nai Hui-Fang            | TPE  | 7,77      |
| 4     | Stewart Faulkner        | GBR  | 7,74      |
| 5     | Alan Turner             | USA  | 7,66      |
| 6     | André Müller            | GDR  | 7,63      |
| 7     | Rudi Vanlancker         | BEL  | 7,48      |
| 8     | Konstandinos Koukodimos | GRE  | 7,42      |

### Dreisprung
| Platz | Athlet             | Land | Weite (m) |
| ----- | ------------------ | ---- | --------- |
| 1     | Wladimir Melichow  | URS  | 16,69     |
| 2     | Galin Georgiew     | BUL  | 16,18     |
| 3     | Eugene Green       | BAH  | 16,16     |
| 4     | Nai Hui-Fang       | TPE  | 16,12     |
| 5     | Juan Carlos Ibáñez | CUB  | 16,07     |
| 6     | Alex Norca         | FRA  | 15,94     |
| 7     | Jurij Ossypenko    | URS  | 15,83     |
| 8     | Anísio Silva       | BRA  | 15,53     |

### Kugelstoßen
| Platz | Athlet             | Land | Weite (m) |
| ----- | ------------------ | ---- | --------- |
| 1     | Aleksandr Klymenko | URS  | 18,92 CR  |
| 2     | Mike Stulce        | USA  | 18,47     |
| 3     | Aleksandr Klimow   | URS  | 18,06     |
| 4     | David Bultman      | USA  | 17,50     |
| 5     | Matthew Simson     | GBR  | 17,11     |
| 6     | Dirk Urban         | FRG  | 16,91     |
| 7     | Mika Halvari       | FIN  | 16,78     |
| 8     | Johan Svensson     | SWE  | 16,75     |

### Diskuswurf
| Platz | Athlet             | Land | Weite (m) |
| ----- | ------------------ | ---- | --------- |
| 1     | Andreas Seelig     | GDR  | 58,60     |
| 2     | Kami Keshmiri      | USA  | 54,68     |
| 3     | Jurij Nesterets    | URS  | 53,70     |
| 4     | Witali Sidorow     | URS  | 53,00     |
| 5     | Tapani Alentola    | FIN  | 51,44     |
| 6     | Pedro Acosta       | CUB  | 50,98     |
| 7     | Jaroslav Žitňanský | TCH  | 50,16     |
| 8     | Ma Wei             | CHN  | 50,16     |

### Hammerwurf
| Platz | Athlet           | Land | Weite (m) |
| ----- | ---------------- | ---- | --------- |
| 1     | Wladim Kolesnik  | URS  | 69,52     |
| 2     | Oleg Paluschik   | URS  | 69,00     |
| 3     | Thomas Hommel    | GDR  | 66,06     |
| 4     | Stefan Fischer   | FRG  | 65,48     |
| 5     | László Redei     | HUN  | 65,08     |
| 6     | János Verebes    | HUN  | 64,78     |
| 7     | Gareth Cook      | GBR  | 62,68     |
| 8     | Christoph Épalle | FRA  | 62,14     |

### Speerwurf
| Platz | Athlet                 | Land | Weite (m) |
| ----- | ---------------------- | ---- | --------- |
| 1     | Wladimir Owtschinnikow | URS  | 77,08     |
| 2     | Steve Backley          | GBR  | 75,40     |
| 3     | Jens Reimann           | GDR  | 71,64     |
| 4     | Dmitrij Poljunin       | URS  | 69,12     |
| 5     | Kimmo Solehmainen      | FIN  | 68,78     |
| 6     | Johan van Lieshout     | NED  | 68,68     |
| 7     | Angel Mandschukow      | BUL  | 68,54     |
| 8     | Art Skipper            | USA  | 68,32     |

### Zehnkampf
| Platz | Athlet                  | Land | Punkte  |
| ----- | ----------------------- | ---- | ------- |
| 1     | Michael Kohnle          | FRG  | 7729 CR |
| 2     | Robert Změlík           | TCH  | 7659    |
| 3     | Eduard Hämäläinen       | URS  | 7596    |
| 4     | Henrik Dagård           | SWE  | 7453    |
| 5     | Norbert Lampe           | GDR  | 7359    |
| 6     | Aleksandr Schdanowitsch | URS  | 7233    |
| 7     | Sándor Munkácsy         | HUN  | 7063    |
| 8     | Mirko Spada             | SUI  | 7018    |

## Frauen

### 100 m
| Platz | Athletin               | Land | Zeit (s) |
| ----- | ---------------------- | ---- | -------- |
| 1     | Diana Dietz            | GDR  | 11,18 CR |
| 2     | Katrin Krabbe          | GDR  | 11,23    |
| 3     | Liliana Allen          | CUB  | 11,36    |
| 4     | Esther Jones           | USA  | 11,45    |
| 5     | Eusebia Riquelme       | CUB  | 11,57    |
| 6     | Angela Burnham         | USA  | 11,73    |
| 7     | Beverly McDonald       | JAM  | 11,74    |
| 8     | Anschela Golowtschenko | URS  | 11,77    |

### 200 m
| Platz | Athletin                | Land | Zeit (s) |
| ----- | ----------------------- | ---- | -------- |
| 1     | Katrin Krabbe           | GDR  | 22,34    |
| 2     | Diana Dietz             | GDR  | 22.88    |
| 3     | Liliana Allen           | CUB  | 22,97    |
| 4     | Esther Jones            | USA  | 23,00    |
| 5     | Angelika Haggenmüller   | FRG  | 23,36    |
| 6     | Oxana Stepitschewa      | URS  | 23,64    |
| 7     | Revolie Campbell        | JAM  | 23,66    |
| 8     | Nadeschda Tschistjakowa | URS  | 24,26    |

Wind: +2,3 m/s

### 400 m
| Platz | Athletin             | Land | Zeit (s) |
| ----- | -------------------- | ---- | -------- |
| 1     | Grit Breuer          | GDR  | 51,24 CR |
| 2     | Maicel Malone        | USA  | 52,23    |
| 3     | Olga Moroz           | URS  | 53,20    |
| 4     | Wiktoria Miloserdowa | URS  | 53,64    |
| 5     | Manuela Derr         | GDR  | 53,66    |
| 6     | Teri Smith           | USA  | 53,80    |
| 7     | Nadežda Tomšová      | TCH  | 54,21    |
| 8     | Rossana Morabito     | ITA  | 55,20    |

### 800 m
| Platz | Athletin            | Land | Zeit (min) |
| ----- | ------------------- | ---- | ---------- |
| 1     | Birte Bruhns        | GDR  | 2:00,67 CR |
| 2     | Catalina Gheorghiu  | ROU  | 2:01,96    |
| 3     | Dorota Buczkowska   | POL  | 2:02,94    |
| 4     | Olga Burkanowa      | URS  | 2:04,94    |
| 5     | Carol Holmen        | CAN  | 2:06,60    |
| 6     | Snežana Pajkić      | YUG  | 2:07,56    |
| 7     | Luminita Avasiloaie | ROU  | 2:07,61    |
| 8     | Daniele Steinecke   | GDR  | 2:08,18    |

### 1500 m
| Platz | Athletin            | Land | Zeit (min) |
| ----- | ------------------- | ---- | ---------- |
| 1     | Doina Homneac       | ROU  | 4:12,94 CR |
| 2     | Snežana Pajkić      | YUG  | 4:16,19    |
| 3     | Yvonne van der Kolk | NED  | 4:16,35    |
| 4     | Ana Padurean        | ROU  | 4:16,41    |
| 5     | Elena Politowa      | URS  | 4:18,19    |
| 6     | Ilse Smolders       | BEL  | 4:19,26    |
| 7     | Mónika Balint       | HUN  | 4:19,77    |
| 8     | Alexandra Reichling | FRG  | 4:31,99    |

### 3000 m
| Platz | Athletin           | Land | Zeit (min) |
| ----- | ------------------ | ---- | ---------- |
| 1     | Ann Mwangi         | KEN  | 9:13,99    |
| 2     | Fernanda Ribeiro   | POR  | 9:15,33    |
| 3     | Yvonne Lichtenfeld | GDR  | 9:16,02    |
| 4     | Rosario Pia        | POR  | 9:16,62    |
| 5     | Simona Staicu      | ROU  | 9:17,96    |
| 6     | Liu Shixiang       | CHN  | 9:20,88    |
| 7     | Malin Ewerlöf      | SWE  | 9:23,37    |
| 8     | Fatima Maama       | MAR  | 9:24,19    |

### 10.000 m
| Platz | Athletin              | Land | Zeit (s) |
| ----- | --------------------- | ---- | -------- |
| 1     | Jane Ngotho           | KEN  | 33:49,45 |
| 2     | Olga Nazarkina        | URS  | 33:50,03 |
| 3     | Mónica Gama           | POR  | 34:16,13 |
| 4     | María del Carmen Díaz | MEX  | 34:23,38 |
| 5     | Sonia Barry           | AUS  | 34:44,92 |
| 6     | Birgit Jerschabek     | GDR  | 34:46,77 |
| 7     | Nives Curti           | ITA  | 35:10,75 |
| 8     | Amy Wendy             | USA  | 35:20,20 |

### 5 km Gehen
| Platz | Athletin            | Land | Zeit (min)  |
| ----- | ------------------- | ---- | ----------- |
| 1     | Mari Cruz Díaz      | ESP  | 21:51,31 CR |
| 2     | Olga Sánchez        | ESP  | 21:58,17    |
| 3     | Maria Grazia Orsani | ITA  | 22:04,74    |
| 4     | Annarita Sidoti     | ITA  | 22:36,44    |
| 5     | Wang Yili           | CHN  | 22:38,33    |
| 6     | Nathalie Marchand   | FRA  | 22:39,25    |
| 7     | Gabrielle Blythe    | AUS  | 22:44,82    |
| 8     | Tatjana Titowa      | URS  | 23:00,82    |

### 100 m Hürden
| Platz | Athletin          | Land | Zeit (s) |
| ----- | ----------------- | ---- | -------- |
| 1     | Aliuska López     | CUB  | 13,23    |
| 2     | Birgit Wolf       | FRG  | 13,51    |
| 3     | Schanna Gurbanowa | URS  | 13,64    |
| 4     | Julija Filipowa   | URS  | 13,64    |
| 5     | Anna Leszczyńska  | POL  | 13,92    |
| 6     | Michaela Hübel    | FRG  | 14,15    |
|       | Jacqui Agyepong   | GBR  | DSQ      |
|       | Terry Robinson    | USA  | DNF      |

Wind: -2,6 m/s

### 400 m Hürden
| Platz | Athletin           | Land | Zeit (s) |
| ----- | ------------------ | ---- | -------- |
| 1     | Antje Axmann       | GDR  | 57,47    |
| 2     | Ann Maenhout       | BEL  | 57,58    |
| 3     | Silvia Rieger      | FRG  | 57,88    |
| 4     | Frida Johansson    | SWE  | 58,71    |
| 5     | Aura Cracea        | ROU  | 58,79    |
| 6     | Petra Schellenbeck | FRG  | 58,99    |
| 7     | Sofia Sabewa       | BUL  | 59,07    |
| 8     | Jelena Pawlowa     | URS  | 59,25    |

### 4 × 100 m Staffel
| Platz | Land                   | Athletinnen                                                                           | Zeit (s) |
| ----- | ---------------------- | ------------------------------------------------------------------------------------- | -------- |
| 1     | DDR                    | Grit Breuer Katrin Krabbe Diana Dietz Katrin Henke                                    | 43,48 CR |
| 2     | Kuba                   | Eusebia Riquelme Liliana Allen Aliuska López Ana Valdivia                             | 44,04    |
| 3     | Vereinigte Staaten     | Angela Burnham Kendra Mackey Frenchie Holmes Esther Jones                             | 44,27    |
| 4     | Frankreich             | Cécile Peyre Magalie Simioneck Natacha Cilirié Odiah Sidibé                           | 44,88    |
| 5     | Vereinigtes Königreich | Stephi Douglas Kathleen Lithgow Rachel Kirby Jacqui Agyepong                          | 44,91    |
| 6     | Jamaika                | Orlene McIntosh Revolie Campbell Beverly McDonald Michelle Freeman                    | 45,04    |
| 7     | BR Deutschland         | Angelika Haggenmüller Anke Feller Monika Schoy Solveig Pribnow                        | 45,56    |
|       | Sowjetunion            | Anschela Golowtschenko Oxana Stepitschewa Schanna Tarnopolska Nadeschda Tschistjakowa | DNF      |

### 4 × 400 m Staffel
| Platz | Land               | Athletinnen                                                          | Zeit (min) |
| ----- | ------------------ | -------------------------------------------------------------------- | ---------- |
| 1     | DDR                | Manuela Derr Stefanie Fabert Anke Wöhlk Grit Breuer                  | 3:28,39 CR |
| 2     | Vereinigte Staaten | Keisha Demas Stephanie Saleem Kendra Mackey Teri Smith               | 3:31,48    |
| 3     | Sowjetunion        | Tatjana Mowtschan Wiktoria Miloserdowa Olga Burkanowa Olga Moroz     | 3:31,89    |
| 4     | Kanada             | Caroline Fortin Senzeni Steingruber Karen Layne Cheryl Allen         | 3:36,41    |
| 5     | Jugoslawien        | Marina Filipović Marjana Lužar Slavica Živković Suzana Belac         | 3:37,52    |
| 6     | Rumänien           | Aura Cracea Catalina Gheorghiu Luminita Avasiloaie Daniela Plescan   | 3:38,18    |
| 7     | Spanien            | María Díez Gemma Bergasa Isabel Rodríguez Julia Merino               | 3:38,94    |
| 8     | Frankreich         | Catherine Chanfreau Patricia Djaté Valérie Jaunâtre Elsa Devassoigne | 3:39,07    |

### Hochsprung
| Platz | Athletin         | Land | Höhe (m) |
| ----- | ---------------- | ---- | -------- |
| 1     | Alina Astafei    | ROU  | 2,00 CR  |
| 2     | Jelena Jelessina | URS  | 1,96     |
| 3     | Karen Scholz     | GDR  | 1,92     |
| 4     | Jo Jennings      | GBR  | 1,88     |
| 5     | Gai Kapernick    | AUS  | 1,88     |
| 6     | Šárka Kašpárková | TCH  | 1,85     |
| 7     | Heike Balck      | GDR  | 1,81     |
| 8     | Šárka Nováková   | TCH  | 1,81     |

### Weitsprung
| Platz | Athletin              | Land | Weite (m) |
| ----- | --------------------- | ---- | --------- |
| 1     | Fiona May             | GBR  | 6,88      |
| 2     | Anu Kaljurand         | URS  | 6,78      |
| 3     | Joanne Wise           | GBR  | 6,69      |
| 4     | Mirela Belu           | ROU  | 6,37      |
| 5     | Wang Shu-Hua          | TPE  | 6,32      |
| 6     | Anisoara Ghebuta      | ROU  | 6,26      |
| 7     | Katalin Csapo         | HUN  | 6,22      |
| 8     | Maria Costanza Moroni | ITA  | 6,13      |

### Kugelstoßen
| Platz | Athletin            | Land | Weite (m) |
| ----- | ------------------- | ---- | --------- |
| 1     | Ines Wittich        | GDR  | 18,54 CR  |
| 2     | Heike Rohrmann      | GDR  | 17,84     |
| 3     | Elvira Polyakova    | URS  | 17,10     |
| 4     | Swetlana Kriweljowa | URS  | 16,91     |
| 5     | Petja Schetschewa   | BUL  | 16,66     |
| 6     | Gabriele Völkl      | FRG  | 16,56     |
| 7     | Diana Stojanowa     | BUL  | 16,48     |
| 8     | Zhang Liuhong       | CHN  | 15,43     |

### Diskuswurf
| Platz | Athletin            | Land | Weite (m) |
| ----- | ------------------- | ---- | --------- |
| 1     | Ilke Wyludda        | GDR  | 68,24 CR  |
| 2     | Astrid Kumbernuss   | GDR  | 64,08     |
| 3     | Proletka Woytschewa | BUL  | 58,94     |
| 4     | Min Chunfeng        | CHN  | 56,90     |
| 5     | Alla Kochan         | URS  | 54,32     |
| 6     | Zhao Yonghua        | CHN  | 53,98     |
| 7     | Tatjana Lugowskaja  | URS  | 53,38     |
| 8     | Manuela Tirneci     | ROU  | 53,28     |

### Speerwurf
| Platz | Athletin               | Land | Weite (m) |
| ----- | ---------------------- | ---- | --------- |
| 1     | Karen Forkel           | GDR  | 61,44     |
| 2     | Isel López             | CUB  | 57,86     |
| 3     | Małgorzata Kielczewska | POL  | 57,04     |
| 4     | Anna Chorinou          | GRE  | 55,20     |
| 5     | Khrysoula Maguina      | GRE  | 52,82     |
| 6     | Luo Zhonghua           | CHN  | 52,58     |
| 7     | Katja Hausmann         | FRG  | 52,20     |
| 8     | Jaana Suuronen         | FIN  | 49,86     |

### Siebenkampf
| Platz | Athletin           | Land | Punkte  |
| ----- | ------------------ | ---- | ------- |
| 1     | Swetla Dimitrowa   | BUL  | 6289 CR |
| 2     | Jelena Petuschkowa | URS  | 6102    |
| 3     | Peggy Beer         | GDR  | 6067    |
| 4     | Beatrice Mau       | GDR  | 5879    |
| 5     | Sylvia Tornow      | FRG  | 5769    |
| 6     | Ionica Dominiteanu | ROU  | 5702    |
| 7     | Rita Ináncsi       | HUN  | 5693    |
| 8     | Odile Lesage       | FRA  | 5602    |

## Abkürzungen
- WR = Weltrekord
- WU20R = U20-Weltrekord
- OR = olympischer Rekord
- YOR = olympischer Jugendrekord
- AR = Kontinentalrekord
- AU20R = U20-Kontinentalrekord
- NR = nationaler Rekord
- NU20R = nationaler U20-Rekord
- CR = Meisterschaftsrekord
- MR = Veranstaltungsrekord
- WB = Weltbestleistung
- WU20B = U20-Weltbestleistung
- WU18B = U18-Weltbestleistung
- AB = Kontinentalbestleistung
- AU20B = U20-Kontinentalbestleistung
- AU18B = U18-Kontinentalbestleistung
- NB = nationale Bestleistung
- NU20B = nationale U20-Bestleistung
- NU18B = nationale U18-Bestleistung
- PB = persönliche Bestleistung
- SB = persönliche Saisonbestleistung
- QB = Qualifikationsbestleistung
- WL = Weltjahresbestleistung
- WU20L = U20-Weltjahresbestleistung
- WU18L = U18-Weltjahresbestleistung
- DSQ = disqualifiziert (engl. Disqualified)
- DNS = Wettkampf nicht angetreten (engl. Did Not Start)
- DNF = Wettkampf nicht beendet (engl. Did Not Finish)

## Medaillenspiegel
| Medaillenspiegel (Endstand nach 41 Entscheidungen) | Medaillenspiegel (Endstand nach 41 Entscheidungen) | Medaillenspiegel (Endstand nach 41 Entscheidungen) | Medaillenspiegel (Endstand nach 41 Entscheidungen) | Medaillenspiegel (Endstand nach 41 Entscheidungen) | Medaillenspiegel (Endstand nach 41 Entscheidungen) |
| Platz                                              | Land                                               | Gold                                               | Silber                                             | Bronze                                             | Gesamt                                             |
| -------------------------------------------------- | -------------------------------------------------- | -------------------------------------------------- | -------------------------------------------------- | -------------------------------------------------- | -------------------------------------------------- |
| 01                                                 | DDR                                                | 11                                                 | 5                                                  | 5                                                  | 21                                                 |
| 02                                                 | Kenia                                              | 6                                                  | 2                                                  | 2                                                  | 10                                                 |
| 03                                                 | Vereinigte Staaten                                 | 5                                                  | 5                                                  | 2                                                  | 12                                                 |
| 04                                                 | Sowjetunion                                        | 4                                                  | 6                                                  | 12                                                 | 22                                                 |
| 05                                                 | Kuba                                               | 3                                                  | 3                                                  | 2                                                  | 8                                                  |
| 06                                                 | Rumänien                                           | 2                                                  | 2                                                  | 0                                                  | 4                                                  |
| 07                                                 | Äthiopien                                          | 2                                                  | 1                                                  | 1                                                  | 4                                                  |
| 08                                                 | Polen                                              | 2                                                  | 0                                                  | 3                                                  | 5                                                  |
| 09                                                 | Vereinigtes Königreich                             | 1                                                  | 2                                                  | 2                                                  | 4                                                  |
| 10                                                 | Spanien                                            | 1                                                  | 2                                                  | 1                                                  | 4                                                  |
| 11                                                 | Bulgarien                                          | 1                                                  | 1                                                  | 1                                                  | 3                                                  |
| 11                                                 | BR Deutschland                                     | 1                                                  | 1                                                  | 1                                                  | 3                                                  |
| 13                                                 | Ungarn                                             | 1                                                  | 0                                                  | 0                                                  | 1                                                  |
| 13                                                 | Mexiko                                             | 1                                                  | 0                                                  | 0                                                  | 1                                                  |
| 15                                                 | Nigeria                                            | 0                                                  | 2                                                  | 1                                                  | 3                                                  |
| 16                                                 | Australien                                         | 0                                                  | 2                                                  | 0                                                  | 2                                                  |
| 17                                                 | Portugal                                           | 0                                                  | 1                                                  | 1                                                  | 2                                                  |
| 18                                                 | Algerien                                           | 0                                                  | 1                                                  | 0                                                  | 1                                                  |
| 18                                                 | Belgien                                            | 0                                                  | 1                                                  | 0                                                  | 1                                                  |
| 18                                                 | Tschechoslowakei                                   | 0                                                  | 1                                                  | 0                                                  | 1                                                  |
| 18                                                 | Griechenland                                       | 0                                                  | 1                                                  | 0                                                  | 1                                                  |
| 18                                                 | Jugoslawien                                        | 0                                                  | 1                                                  | 0                                                  | 1                                                  |
| 18                                                 | Marokko                                            | 0                                                  | 1                                                  | 0                                                  | 1                                                  |
| 24                                                 | Bahamas                                            | 0                                                  | 0                                                  | 1                                                  | 1                                                  |
| 24                                                 | Finnland                                           | 0                                                  | 0                                                  | 1                                                  | 1                                                  |
| 24                                                 | Italien                                            | 0                                                  | 0                                                  | 1                                                  | 1                                                  |
| 24                                                 | Jamaika                                            | 0                                                  | 0                                                  | 1                                                  | 1                                                  |
| 24                                                 | Südkorea                                           | 0                                                  | 0                                                  | 1                                                  | 1                                                  |
| 24                                                 | Niederlande                                        | 0                                                  | 0                                                  | 1                                                  | 1                                                  |
| 24                                                 | Simbabwe                                           | 0                                                  | 0                                                  | 1                                                  | 1                                                  |
| 24                                                 | Chinesisch Taipeh                                  | 0                                                  | 0                                                  | 1                                                  | 1                                                  |
| Gesamt                                             | Gesamt                                             | 41                                                 | 41                                                 | 42                                                 | 124                                                |